# AxeWound
AxeWound es un supergrupo británico-canadiense de groove metal, el grupo lo conforma el vocalista Liam Cormier de Cancer Bats, el guitarrista rítmico y segundas voces Matt Tuck de Bullet for My Valentine, el guitarrista líder Mike Kingswood de Glamour of the Kill, el bajista Joe Copcutt de ZOAX y el baterista Jason Bowld de "Pitchshifter". 
La banda se dio a conocer oficialmente en la BBC Radio 1 el 1 de mayo de 2012, tocando en esa oportunidad su primer Sencillo denominado "Post Apocalyptic Party", masificándose rápidamente por internet y poniéndose en la página oficial de la banda, para una descarga gratuita.
Matt Tuck anunció la cooperación del guitarrista líder de la banda Avenged Sevenfold, Synyster Gates en la canción "Vultures" del disco debut llamado del mismo nombre. También se afirmó en Kerrang! acerca de 4 títulos; "Vultures", "Post Apocalyptic Party", "Cold" y "Blood, Money and Lies".
El disco debut de la banda "Vultures" fue lanzado el 2 de octubre de 2012. En agosto del 2013 afirmó la banda que estarían trabajando en un segundo álbum.
AxeWound está bajo el sello discográfico de "Search and Destroy Records".
Fue fundada el 1 de enero de 2012

## Miembros
- Liam Cormier - Voz (música)
- Matt Tuck - Guitarra rítmica, Segundas voces
- Mike Kingswood - Guitarra líder
- Joe Copcutt - Bajo eléctrico
- Jason Bowld - Batería (instrumento musical)

## Discografía
- Vultures (2012)

## Videos musicales
- Cold
- Exochrist